# Ка Понтони (Ферара)
Ка Понтони (итал. Ca' Pontoni) је насеље у Италији у округу Ферара, региону Емилија-Ромања.
Према процени из 2011. у насељу је живело 26 становника. Насеље се налази на надморској висини од 4 м.